# Phoenicoprocta mexicana
Phoenicoprocta mexicana là một loài bướm đêm thuộc phân họ Arctiinae, họ Erebidae.